# Namangan Women's Tournament 2011
Il Namangan Women's Tournament 2011 è stato un torneo di tennis facente parte della categoria ITF Women's Circuit nell'ambito dell'ITF Women's Circuit 2011. Il torneo si è giocato a Namangan in Uzbekistan dal 21 al 28 marzo 2011 su campi in cemento e aveva un montepremi di $25,000.

## Vincitori

### Singolare
Jasmina Tinjić ha battuto in finale  Ekaterina Byčkova con il punteggio di 7–6(2), 2–6, 7–6(5)

### Doppio
Nigina Abduraimova /  Albina Khabibulina hanno battuto in finale  Ekaterina Byčkova /  Marina Šamajko con il punteggio di 4–6, 7–6(4), [10-8]